# Julien Vallou de Villeneuve
Julien Vallou de Villeneuve (12 de diciembre de 1795, Boissy-Saint-Léger - 4 de mayo de 1866, París) fue un pintor, litógrafo y fotógrafo francés.

## Vida y obra
Vallou de Villeneuve estudió con Jean-François Millet y comenzó su carrera como pintor en el Salón de 1814, exhibiendo lienzos que representan la vida cotidiana, la moda, los trajes regionales y estudios de desnudos. En 1826 expuso en el Salón Costumes des Provinces Septentrionales des Pays-Bas. Publicó en 1829 litografías de Types des Femmes. En 1830 con Achille Devera y Numas, Maurin y Tessaert, contribuyó al compendio de erótica Imagerie Galante (París 1830). Desarrolló un seguimiento internacional para su serie erótica litográfica en tamaño folio de 1839 Les Jeunes Femmes, Groupes de Tetes, que describe episodios picantes en la vida de mujeres jóvenes y sus amantes.
A partir de 1842, de Villeneuve se dedicó a la fotografía, no mucho después de su invención, como complemento y ayuda para su trabajo gráfico, produciendo algunos daguerrotipos, pero predominantemente impresiones en papel salado (calotipos) de tonos suaves a partir de negativos de papel que permitieron el retoque que empleó para efecto artístico. Siguiendo el método de Humbert de Molard, fijó sus estampas con amoníaco, lo que evitaba la decoloración de los reflejos causada por el sodio en las estampas con sal y, de paso, aseguraba la permanencia en el archivo de sus estampas, que sobreviven hasta el día de hoy. Hizo que muchas de sus impresiones fueran realizadas por el fotolitógrafo Rose-Joseph Lemercier (1803–1887). En 1850, de Villeneuve abrió un estudio fotográfico en 18 Rue Bleue, París, donde sus temas eran presentados como "estudios académicos", pequeñas copias de desnudos como modelos para artistas. Imprimió una serie de estos estudios como 'Etudes d'après nature', y muchos fueron publicados en La Lumiere, la revista de la Sociedad Francesa de Fotografía. También hubo un mercado listo para sus fotografías de actores conocidos en traje completo posando contra el escenario teatral.
En 1851 se unió a la primera organización fotográfica del mundo, pero de corta duración (1851-1853), la Société héliographique  De 1853 a 1854 fue miembro fundador de la Sociedad Francesa de Fotografía.

## Vallou de Villeneuve y Courbet
El pintor realista Gustave Courbet conoció las fotografías de Vallou de Villeneuve gracias a su compañero artista Alfred Bruyas durante la década de 1850 y las utilizó como material de origen para sus pinturas, en particular El taller del pintor (1855) y Las bañistas (1853). En 1954, la 27ª Bienal de Venecia presentó una gran retrospectiva dedicada a Gustave Courbet; una de las primeras grandes exposiciones dedicadas al pintor. Germain Bazin y Helene Adhémar (conservadora en el Departamento de Pintura del Louvre) fueron los comisarios de ”Un nuevo siglo de visión ” que dio un lugar esencial a las creaciones artísticas del Segundo Imperio. Jean Adhémar, comisario, destacó que “los primeros fotógrafos son casi todos pintores, especialmente bajo Napoleón III ”. La sección “Los tiempos de Courbet, Manet, Nadar" fue una de las más ricas tanto por el número de obras presentadas -cuarenta- como por la variedad de sus temáticas: articuló el paralelismo entre la visión realista del pintor y la del fotógrafo. Esta fue, pues, la primera ocasión en intentar identificar a la modelo en la fotografía de desnudo solicitada por Courbet de Bruyas y mencionada por primera vez por Pierre Borel en 1922. Un desnudo de Jacques Moulin (también expuesto) se había conectado previamente con el modelo para El estudio del artista (L'Atelier du peintre): una alegoría real de una fase de siete años en mi vida artística y moral (1855), evocando la similitud de las modelos. Pero dos fotografías de Vallou Villeneuve, expuestas en la misma sección, donde la modelo, Henriette Bonnion posa en una actitud similar a la de Las bañistas (1853) y El taller del artista, mostraban probablemente (como estudios posteriores han confirmado), que Courbet utilizó el modelo de Vallou y no el de Moulin.

## Vida posterior
En 1855 Vallou de Villeneuve donó sus grabados a la Sociedad Francesa de Fotografía (SFP). No se registran fotografías suyas posteriores a esta fecha y murió en París once años después.
Vallou de Villeneuve está enterrado en Cementerio del Père Lachaise.

## Obras seleccionadas

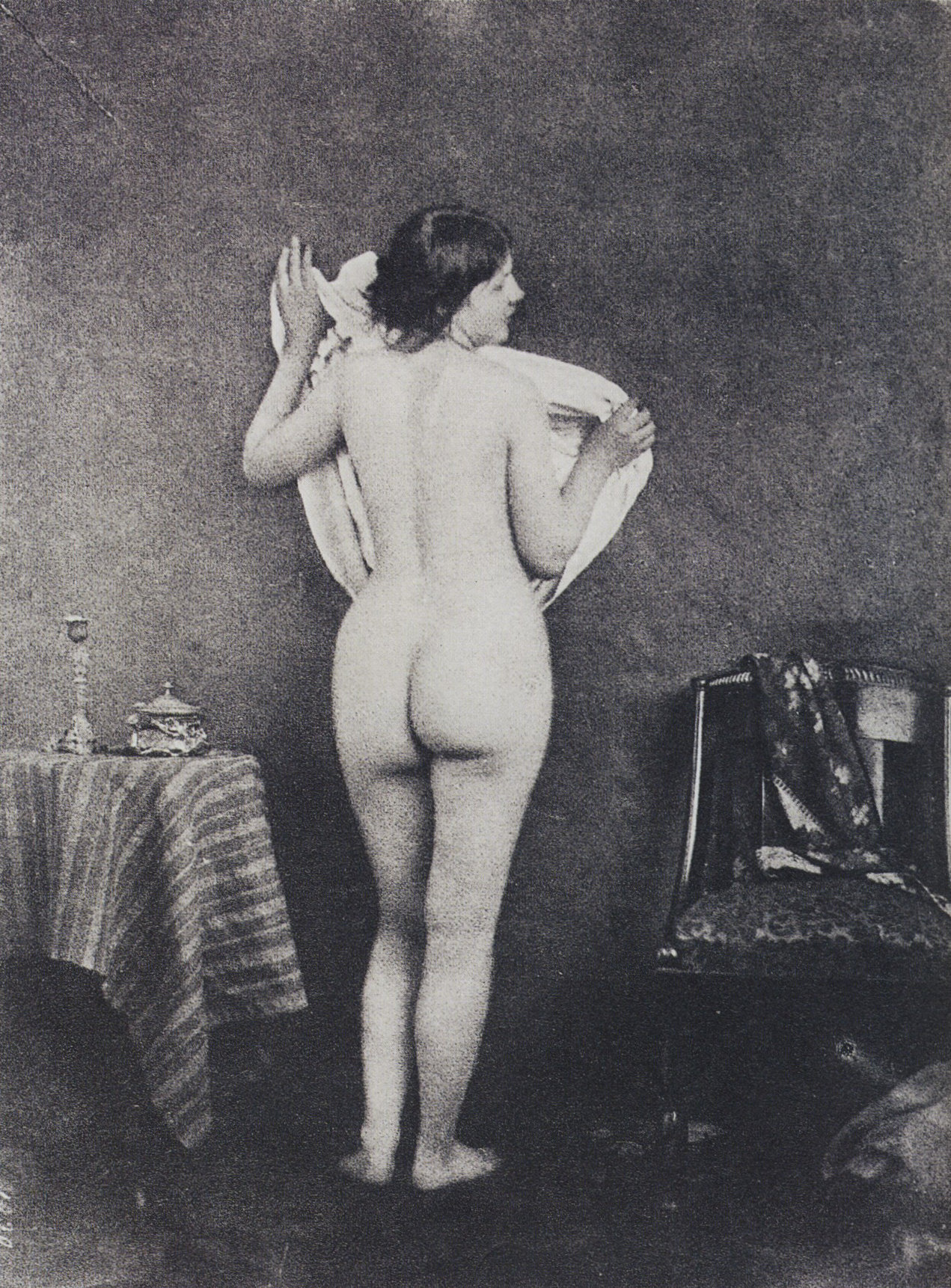
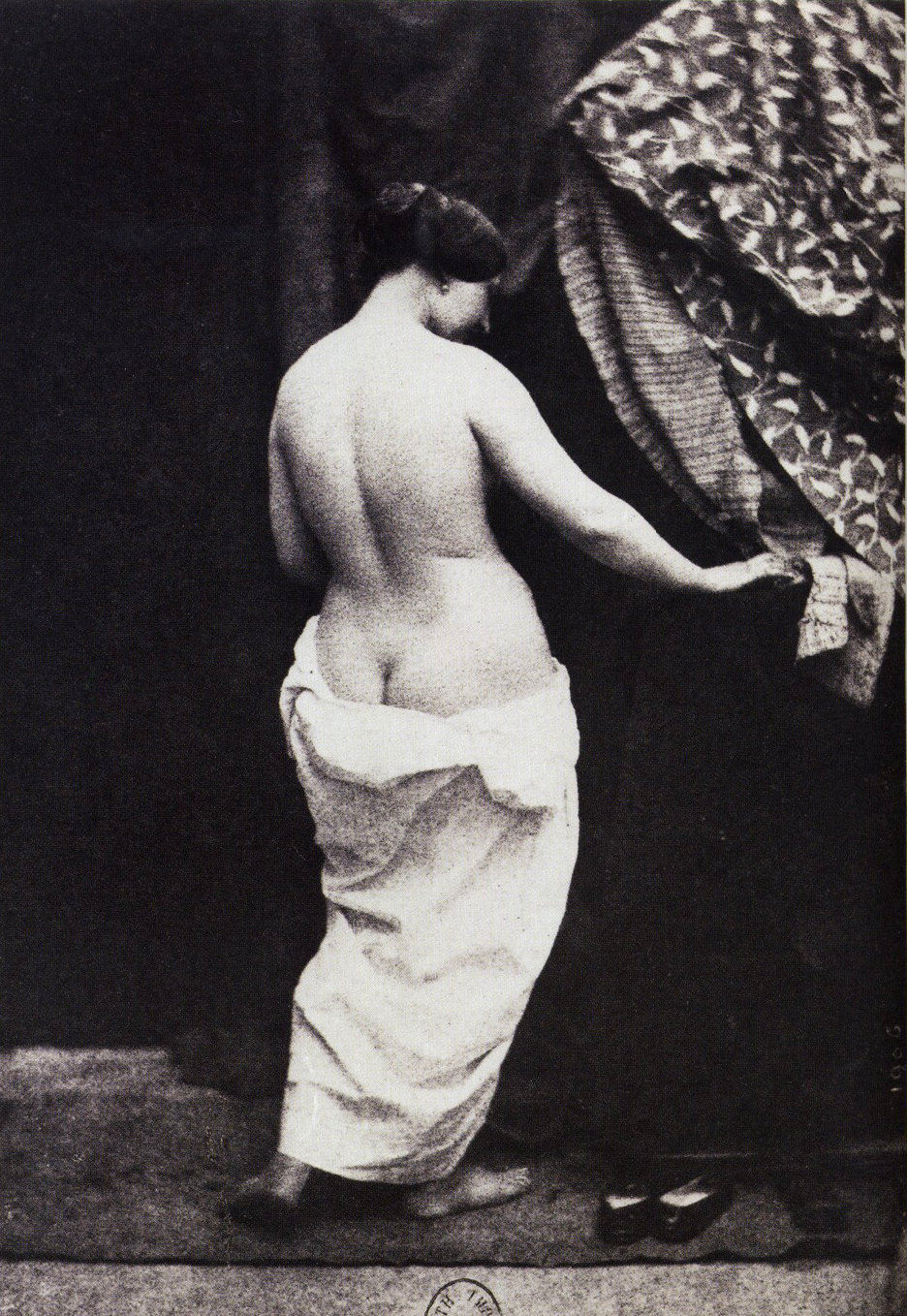
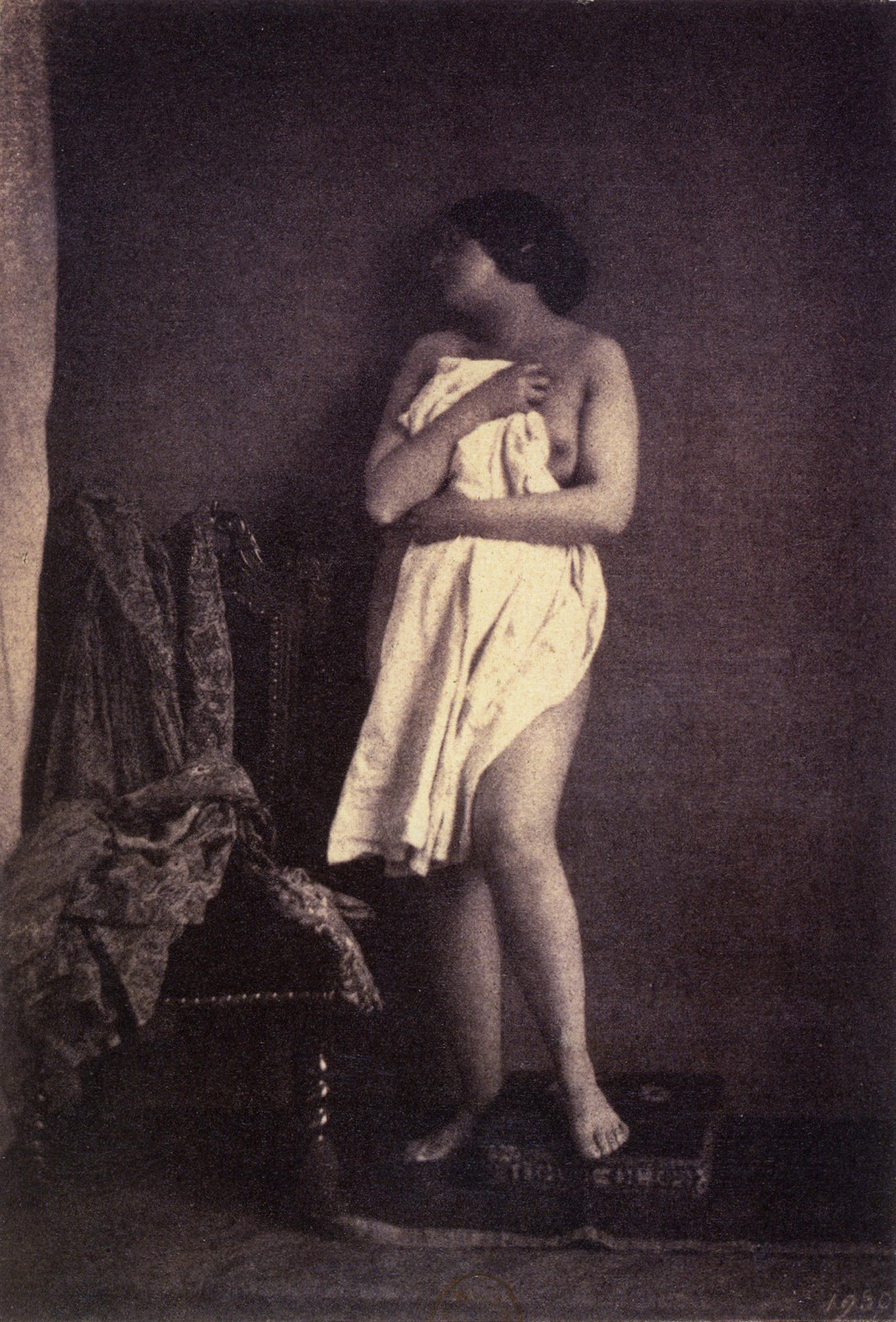
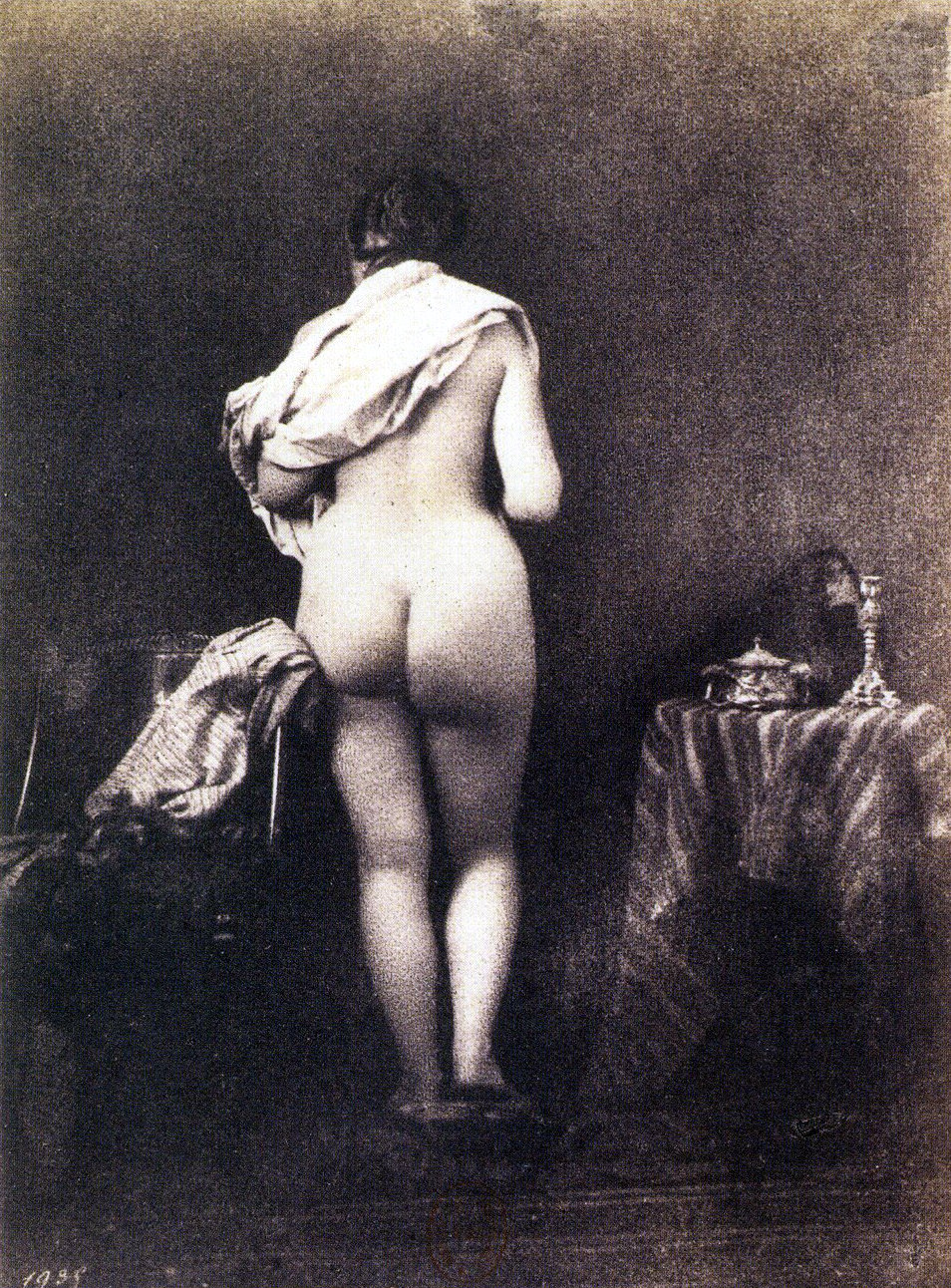
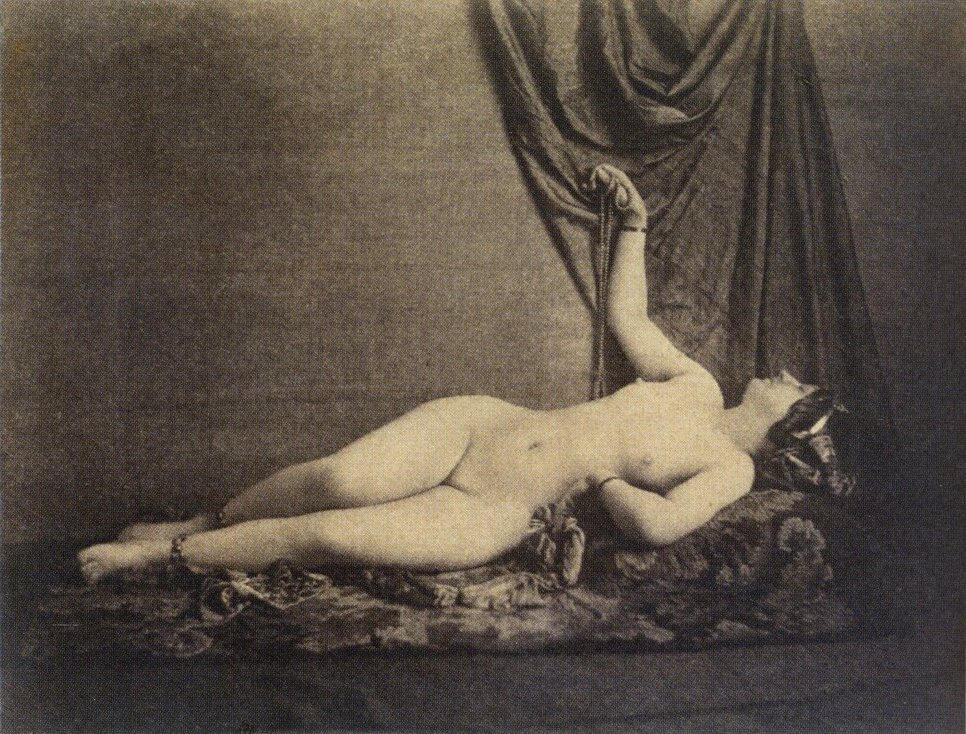
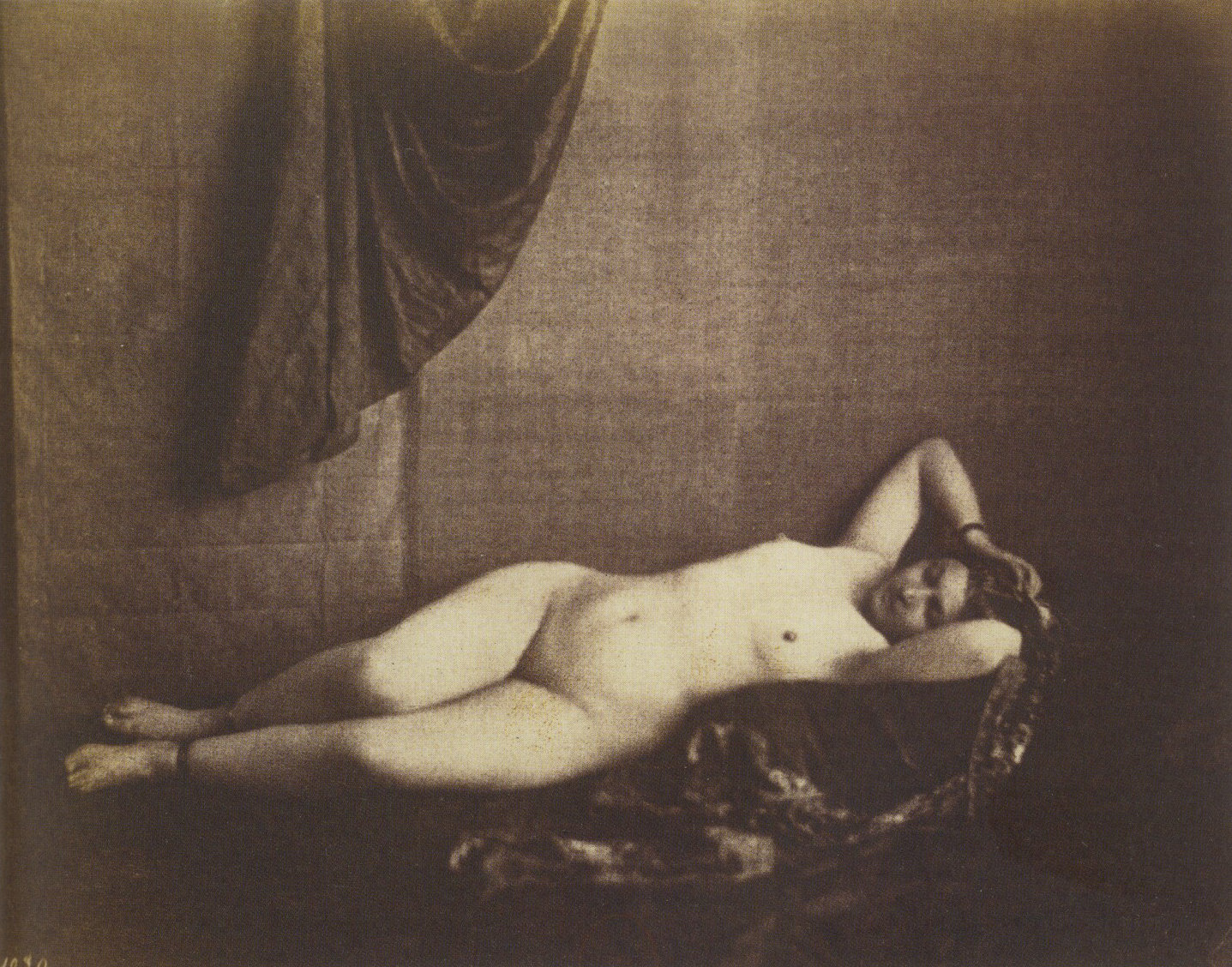